# 1104 en santé et médecine
| Années de la santé et de la médecine : 1101 - 1102 - 1103 - 1104 - 1105 - 1106 - 1107    |
| Décennies de la santé et de la médecine : 1070 - 1080 - 1090 - 1100 - 1110 - 1120 - 1130 |

Cet article présente les faits marquants de l'année 1104 en santé et médecine.

## Fondations
- Bernard III, comte d'Armagnac, « fonde un hôpital ou ladrerie à Nogaro », en Gascogne[1].
- Gaston IV et Talèse d'Aragon, vicomte et vicomtesse de Béarn, refondent par une importante donation l'hôpital Sainte-Christine, au col du Somport, dans l'intention d'en faire la maison-mère d'un réseau d'établissements placés sur la via Tolosana du pèlerinage de Compostelle[2],[3].
- Sous Baudouin Ier, roi de Jérusalem, les frères de l'hôpital Saint-Jean-Baptiste, futurs hospitaliers de l'ordre de Saint-Jean, reçoivent du pape Pascal II la charge de faire assurer par les armes la sécurité des pèlerins[4].
- Par un acte qui peut être tenu pour fondateur de la congrégation des dames hospitalières de Saint-Jean de Jérusalem, Agnès, abbesse de l'hôpital Sainte-Marie-Madeleine de Jérusalem, adopte avec ses sœurs la règle suivie par le frère Gérard[5],[6].
- En Chine, au Hebei, sous les Song, l'empereur Huizong crée l'ensemble de cimetières pour les pauvres qui, avec le réseau des hospices et des hôpitaux, doit former « un service de santé publique financé et géré par le gouvernement[7] ».

## Divers
- Avant juillet : Géraud de Villaceses, abbé de Saint-Augustin de Limoges, meurt « frappé de la lèpre à la fin de ses jours[8] ».
- « Les plus anciens règlements sanitaires, qui contrôlent la propreté des rues, la vente de diverses denrées alimentaires et la construction de bâtiments résidentiels, sont introduits à  Augsbourg[9] », en Allemagne.
- 1104-1105 : une épidémie de variole « ravag[e] l'ensemble du Proche-Orient[10] ».